# Президентские выборы во Франции (2022)
Очередные президентские выборы во Франции, ставшие 12-ми в Пятой Французской республике, прошли 10 апреля 2022 года. В них участвовали 12 кандидатов. Никто не набрал даже 30 % голосов при необходимых для победы как минимум 50 %, так что 24 апреля состоялся второй тур, в который вышли действующий президент Эмманюэль Макрон (27,84 %) и Марин Ле Пен (23,15 %). В первом туре Макрон получил поддержку на западе, юго-западе и востоке страны, а север, северо-восток, юг и юго-восток отдали предпочтение Ле Пен.
Во втором туре победу одержал Макрон, набравший 58,54% голосов. До этого он победил Ле Пен во втором туре выборов 2017 года.

## Дата
В соответствии со статьей 7 французской конституции первый тур президентских выборов должен состояться за 20—35 дней до истечения очередного президентского срока. Эмманюэль Макрон вступил в должность 14 мая 2017 года, а значит, передача полномочий должна была состояться не позже 13 мая 2022 года. Таким образом, первый тур президентских выборов должен был состояться в период с 8 по 23 апреля 2022 года, чтобы успеть до 13 мая провести второй тур, если он понадобится. В итоге голосование назначили на 10 апреля. Второй тур выборов состоялся 24 апреля 2022 года, через две недели.

## Выборная система
Чтобы зарегистрироваться для участия в первом туре выборов, кандидат должен заручиться поддержкой не менее 500 из более чем 40 000 лиц, занимающих выборные должности во Франции (это члены парламента, евродепутаты, сенаторы, региональные советники и мэры). Список поручителей кандидата должен включать по представителю по меньшей мере 30 различных департаментов Франции. Разрешается использовать не более 50 поручителей из одного департамента. Для победы в первом туре кандидат должен набрать более 50 % голосов. Если никто не получает большинства голосов в первом туре, то два кандидата, набравшие наибольшее количество голосов, соревнуются друг с другом во втором туре голосования, проводящемся две недели спустя. Победитель второго тура должен набрать более 50 % голосов. Двухраундовая система, также используемая в парламентских, местных и региональных выборах, была введена в 1962 году Шарлем де Голлем. К голосованию допускаются граждане Франции, достигшие 18-летия к дню голосования.

## Предвыборная обстановка
Самыми обсуждаемыми в преддверии выборов были вопросы иммиграции и проблемы безопасности. При этом, согласно соцопросам, основными были названы экономические вопросы: покупательная способность, проблемы с социальными пособиями, продолжение восстановления экономики. Опросы показывали, что несмотря на недовольство экономической политикой Макрона, избиратели не верили, что у его оппонентов выйдет лучше. Ещё одним важным вопросом было возможные новые волны пандемии и связанные с ней вопросы здравоохранения.
В октябре 2021 года правительство Франции приняло решение о ежемесячной компенсации за повышение цен на горючее для домохозяйств с доходов 2 тысячи евро и менее. По оценке RFI эта мера была принята в преддверии выборов чтобы снизить негативный эффект от скачка цен на бензин на экономические результаты правления Макрона.
Более 180 тысяч подписей собрала петиция к левым партиям о выдвижении единого кандидата, фокусирующегося на экологических и социальных проблемах. Активисты пытались организовать общие «праймериз», указывая, что по отдельности у левых кандидатов нет шансов составить конкуренцию лидерам.
Противоречивые оценки вызывала высокие результаты в опросах ультраправого полемиста Эрика Земмура, автора нескольких книг и сторонника «теории замещения». Некоторые сравнивали его с Трампом, другие называли спойлером для оттягивания голосов у Ле Пен.

## Участники
О своём участии в выборах заявили:
1. Эмманюэль Макрон, президент Франции. Об участии он заявил в среду, 5 января, в интервью газете Le Parisien. В своей программе Макрон заявил о планах снизить уровень безработицы, ограничить компенсации для безработных и повысить пенсионный возраст. Политик заявил, что фокусируется на образовании и здравоохранении. Критики из правых партий обвинили Макрона в том, что программа копирует меры из предыдущих программ, в частности — повышение пенсионного возраста[9].
2. Марин Ле Пен, глава «Национального объединения». Была соперницей Макрона во втором туре выборов 2017 года. Заявила о своём участии 16 января 2020 года. Лидер Национального объединения заявляла о планах положить конец иммиграции, сократить преступность, искоренить исламизм и спасти Францию от глобализации[9][2][10].
3. Жан-Люк Меланшон, глава партии «Непокорённая Франция»[11]. Заявил о своих планах участвовать в президентских выборах в конце 2020 года[12]. Политик выступал за сокращение рабочей недели, снижение пенсионного возраста, повышение минимальной заработной платы и пособий, повышение налоговой ставки, а также за сокращение полномочий президента[2].
4. Эрик Земмур, лидер партии «Реконкиста»[13], журналист, писатель и ультраправый консервативный националист. 30 ноября 2021 года официально объявил о выдвижении своей кандидатуры на президентских выборах[14]. Политик был судим за разжигание расовой ненависти и продвигающий теорию «великой замены», согласно которой мусульманские иммигранты «заменят» население европейских стран[2].
5. Валери Пекресс, председатель регионального совета Иль-де-Франс. 4 декабря 2021 года победила на праймериз партии «Республиканцы»[15]. Характеризует себя как «на две трети Ангелу Меркель и на одну треть Маргарет Тэтчер». Придерживается социально-консервативной позиции (принимала активное участие в протестах против однополых браков). Ближе к жестким правым по вопросу иммиграции, но придерживается относительно центристской позиции в рамках партии в вопросах экономики[2].
6. Янник Жадо, член партии «Европа Экология Зелёные». 28 сентября 2021 года победил на праймериз «зелёных партий»[16]. По мнению The Guardian, кандидат рассчитывал развить успех, достигнутый партией на выборах мэров, когда им удалось победить в нескольких крупных городах[2].
7. Жан Лассаль, лидер партии «Будем сопротивляться!». На выборах 2017 года набрал 1,21 % голосов. О его участии в следующих выборах стало известно 21 февраля 2018 года. Кандидат призвал создать 100 тысяч вакансий для медицинского персонала и увеличить количество мест в медицинских школах. Ещё одной инициативой было проведение трех референдумов: о создании референдума по гражданской инициативе, о снижении НДС на углеводороды с 20 % до 5,5 % и о признании незаполненных бюллетеней при подсчете голосов[17].
8. Фабьен Руссель, депутат Национального собрания Франции, лидер «Коммунистической партии». Победил на внутрипартийных выборах, состоявшихся 7—9 мая 2021 года, с уровнем поддержки 82,36 %[18]. Политик поддерживает сокращение рабочей недели до 32 часов, снижение пенсионного возраста до 60 лет и повышение минимальной заработной платы до 1500 евро в месяц[9].
9. Николя Дюпон-Эньян, депутат Национального собрания Франции, лидер национал-консервативной партии «Вставай, Франция». Объявил о своём участии 26 сентября 2020 года[19]. На выборах 2017 года получил 4,7 % голосов. В рамках предвыборной кампании объявил о своих планах провести множество референдумов: по вопросам Европы, иммиграции, школы, правосудия, о секуляризме. Он предложил ввести «референдум по отзыву» — процедуру, с помощью которой избиратели могут сместить с должности выборное должностное лицо до истечения срока его полномочий. Придерживается евроскептической позиции. В 2021 году принимал активное участие в кампании против закона о QR-сертификатах вакцинации[20].
10. Анн Идальго, мэр Парижа. Официально выдвинута кандидатом «Социалистической партии» 14 октября 2021 года[21]. Выступает за повышение заработной платы, переговоры с профсоюзами, меры по защите экологии. Партия сталкивается с проблемами: на выборах в 2017 году их кандидат набрал рекордно низкие для партии 6,7 % голосов, за этим последовало тяжелое поражение на выборах в Европарламент в 2020[9].
11. Филипп Путу, политический и профсоюзный деятель. Бывший сотрудник завода Ford на западе Франции, откуда он был уволен в 2019 году. О его участии в выборах стало известно 7 марта 2022 года, кандидат с трудом преодолел необходимый порог в 500 подписей лиц на выборных должностях. Заявил, что целью его участия в выборах является возможность донести левые идеи до аудитории[22].
12. Натали Арто, национальный представитель троцкистской партии «Рабочая борьба». Решение о выдвижении кандидатуры Арто было принято на 50-м конгрессе партии, состоявшемся 19—20 декабря 2020 года[23]. В своей предвыборной программе г-жа Арто предложила разделить рабочие места для и прекращения безработицы, увеличить минимальную заработную плату и предоставить право голоса иностранцам. Кандидат назвала причиной экологических проблем капитализмом и гонку за прибыльностью и призвала к радикальному преобразованию системы[24].

Действующий президент Эмманюэль Макрон мог баллотироваться на этих выборах: конституция ограничивает президентство для одного человека двумя сроками подряд, а Макрон на момент выборов был избран главой государства единожды.

## Предвыборная кампания

### Первый тур
В феврале The Guardian констатировал, что победа «центриста» Макрона в 2017 году сильно изменила политический ландшафт: совокупный показатель «правых» и «левых» партий оказался на историческом минимуме.
До недавнего времени влиятельная Социалистическая партия, занимавшая Елисейский дворец с 2012, столкнулась с кризисом: на выборах в 2017 её кандидат с результатом 6,4 % занял пятое место, что стало худшим результатом в истории. На парламентских выборах партия потеряла 250 из 280 мест в парламенте. Опросы общественного мнения показывали, что французские левые включая партию «зеленых» должны получить около 27 % голосов в случае выдвижения единого кандидата.
Успехи Макрона и его партии ударили и по консервативным «Республиканцам»: на президентских выборах 2017 году их кандидату впервые с 1981 года не удалось попасть во второй тур. Во Франции, которая согласно опросам, стала более «правой», партия сохраняет свой потенциал, она сильно выступила на региональных выборах в 2021 году. При этом, партии приходится бороться за электорат с Макроном с одной стороны и с Земмуром и Ле Пен с другой.
За голоса ультраправых боролись Ле Пен и Земмур. Ле Пен пыталась снизить токсичность партии, 50 лет воспринимавшейся как «националистическая», оставив ксенофобскую риторику оппоненту. Ле Пен побеждала, однако многие наблюдатели считали, что долгосрочной целью Земмура является распад Национального объединения и создание нового движения, объединяющего ультраправых с более традиционалистскими правыми, не готовыми голосовать за Ле Пен.

### Второй тур
20 апреля состоялись дебаты между Эммануэлем Макроном и Марин Ле Пен. Перед дебатами действующий президент лидировал в соцопросах, однако значительный процент избирателей на тот момент ещё не определился с выбором кандидата. Дебаты продлились 2 часа 45 минут. Кандидаты поспорили на темы роста стоимости жизни, России, изменения климата и иммиграции. Дебаты смотрели около 15,6 млн зрителей, большинство из которых отдали победу Макрону.
16 апреля во Франции прошли митинги против избрания Ле Пен, звучали призывы не допустить избрания «ультраправого» кандидата. К дню голосования в социлологических опросах лидировал Макрон, отрыв от Ле Пен был меньше, чем в 2017.

## Результаты
| Кандидат                                                   | Кандидат                    | Партия                              | Первый тур | Первый тур | Второй тур | Второй тур |
| Кандидат                                                   | Кандидат                    | Партия                              | Голосов    | %          | Голосов    | %          |
| ---------------------------------------------------------- | --------------------------- | ----------------------------------- | ---------- | ---------- | ---------- | ---------- |
|                                                            | Эмманюэль Макрон            | Вперёд, Республика!                 | 9 783 058  | 27,85      | 18 768 639 | 58,55      |
|                                                            | Марин Ле Пен                | Национальное объединение            | 8 133 828  | 23,15      | 13 288 686 | 41,45      |
|                                                            | Жан-Люк Меланшон            | Непокорённая Франция                | 7 712 520  | 21,95      |            |            |
|                                                            | Эрик Земмур                 | Отвоевание                          | 2 485 226  | 7,07       |            |            |
|                                                            | Валери Пекресс              | Республиканцы                       | 1 679 001  | 4,78       |            |            |
|                                                            | Янник Жадо                  | Европа Экология Зелёные             | 1 627 853  | 4,63       |            |            |
|                                                            | Жан Лассаль                 | Будем сопротивляться                | 1 101 387  | 3,13       |            |            |
|                                                            | Фабьен Руссель              | Французская коммунистическая партия | 802 422    | 2,28       |            |            |
|                                                            | Николя Дюпон-Эньян          | Вставай, Франция                    | 725 176    | 2,06       |            |            |
|                                                            | Анн Идальго                 | Социалистическая партия             | 616 478    | 1,75       |            |            |
|                                                            | Филипп Путу                 | Новая антикапиталистическая партия  | 268 904    | 0,77       |            |            |
|                                                            | Натали Арто                 | Рабочая борьба                      | 197 094    | 0,56       |            |            |
| Действительных бюллетеней                                  | Действительных бюллетеней   | Действительных бюллетеней           | 35 132 947 | 97,80      | 32 057 325 | 91,34      |
| Недействительных бюллетеней                                | Недействительных бюллетеней | Недействительных бюллетеней         | 247 151    | 0,69       | 805 249    | 2,29       |
| Пустых бюллетеней                                          | Пустых бюллетеней           | Пустых бюллетеней                   | 543 609    | 1,51       | 2 233 904  | 6,37       |
| Всего бюллетеней                                           | Всего бюллетеней            | Всего бюллетеней                    | 35 923 707 | 100,00     | 35 096 478 | 100,00     |
| Явка избирателей                                           | Явка избирателей            | Явка избирателей                    | 48 747 876 | 73,69      | 48 752 339 | 71,99      |
| Источник:Results published by the Minister of the Interior |                             |                                     |            |            |            |            |

Результаты первого тура по департаментам:
Эмманюэль Макрон
Марин Ле Пен
Жан-Люк Меланшон

Результаты второго тура по департаментам:
Эмманюэль Макрон
Марин Ле Пен

Победу одержал действующий президент Эмманюэль Макрон с результатом 58,55 %. Это первые выборы, на которых действующий президент переизбран на второй президентский срок за последние 20 лет. Последний раз президент был переизбран на второй срок на выборах 2002 года.
Избиратели Макрона вновь в основном были сосредоточены в городах: он одержал победу в Лионе, Париже и Тулузе, а также добился хороших результатов на северо-западе. Он заручился поддержкой левых городов, даже тех, которые в первом туре поддержали леворадикального Жана-Люка Меланшона. Ле Пен показала высокие результаты в более бедных, сельских районах и в промышленных регионах на севере и востоке, а также в традиционном оплоте её партии на юго-востоке, где традиционно сильны опасения по поводу иммиграции.